# Elin Ester Maria Braf
Elin Ester Maria Braf (16 de octubre de 1891-15 de abril de 1912) fue una pasajera de tercera clase del RMS Titanic que pereció en el naufragio del transatlántico.

## Biografía
Nacida en Medeltorp, Ramkvilla (Småland, Suecia), Elin era hija de Johan y Lovisa Braf y en los censos su oficio consta como sirvienta.
Junto con Helmina Josefina Nilsson, también oriunda de Ramkvilla, Elin emprendió un viaje a Estados Unidos con el fin de reunirse con su hermana Annie Hammar, quien residía en el número 1006 de Roscoc Street en Chicago, abordando ambas el RMS Titanic en Southampton el 10 de abril de 1912 como pasajeras de tercera clase. De acuerdo con Helmina, Elin ya había estado previamente en Estados Unidos. Helmina declaró que Elin estaba acostumbrada a viajar, motivo por el que sus padres le permitieron ir con ella, si bien esto no ha sido confirmado. Elin llevaba a bordo entre sus pertenencias una muñeca para su sobrina Mabel. Parece ser que la muñeca no fue dejada con el resto del equipaje, afirmando Helmina en una entrevista que Elin había traído consigo el paquete con la muñeca a la cubierta después de que el Titanic hubiese impactado contra un iceberg la noche del 14 de abril y antes de que se hundiese en las primeras horas de la madrugada del día siguiente. Helmina sobrevivió, pero Elin pereció en el naufragio y su cuerpo nunca fue recuperado. La Mansion House Fund pagó 875,42 coronas suecas (48 libras) a sus padres, quienes además recibieron 911 coronas (50 libras) en concepto de daños el 14 de junio de 1914.
Respecto a la muñeca que llevaba consigo, la cabeza de porcelana de la misma fue fotografiada en un campo de escombros cerca de la popa, donde la mayor parte de las víctimas vivieron sus últimos momentos.